# Gilbert Hatton
Gilbert Hatton (Alburtis, 31 de julio de 1956) es un deportista estadounidense que compitió en ciclismo en la modalidad de pista. Ganó una medalla de bronce en el Campeonato Mundial de Ciclismo en Pista de 1983, en la prueba de keirin.

## Medallero internacional
| Campeonato Mundial | Campeonato Mundial | Campeonato Mundial | Campeonato Mundial |
| Año                | Lugar              | Medalla            | Competición        |
| ------------------ | ------------------ | ------------------ | ------------------ |
| 1983               | Zúrich (Suiza)     | Medalla de bronce  | Keirin (P)         |